# Евхаристический Агнец
Евхаристический Агнец — четырёхугольная частица, вырезаемая из просфоры во время проскомидии и прелагаемая затем, во время освящения Святых Даров, в тело Христово. Вырезается с особыми молитвами, причём для него выбирается лучшая из просфор. Для каждой литургии приготовляется один Агнец. Первые свидетельства об использовании на литургии Евхаристического Агнца восходят к VIII веку, хотя его приготовление не является ещё общепринятым литургическим действием. Впервые о нём упоминает Константинопольский патриарх Герман (740 год). В основной части это последование священнодействий сложилось к X—XII векам, а последние добавления были сделаны в XIV—XV веках. Чин приготовления Агнца складывался постепенно и в современном виде окончательно установился только к XIV—XV веку.